# Schloss Werthenau

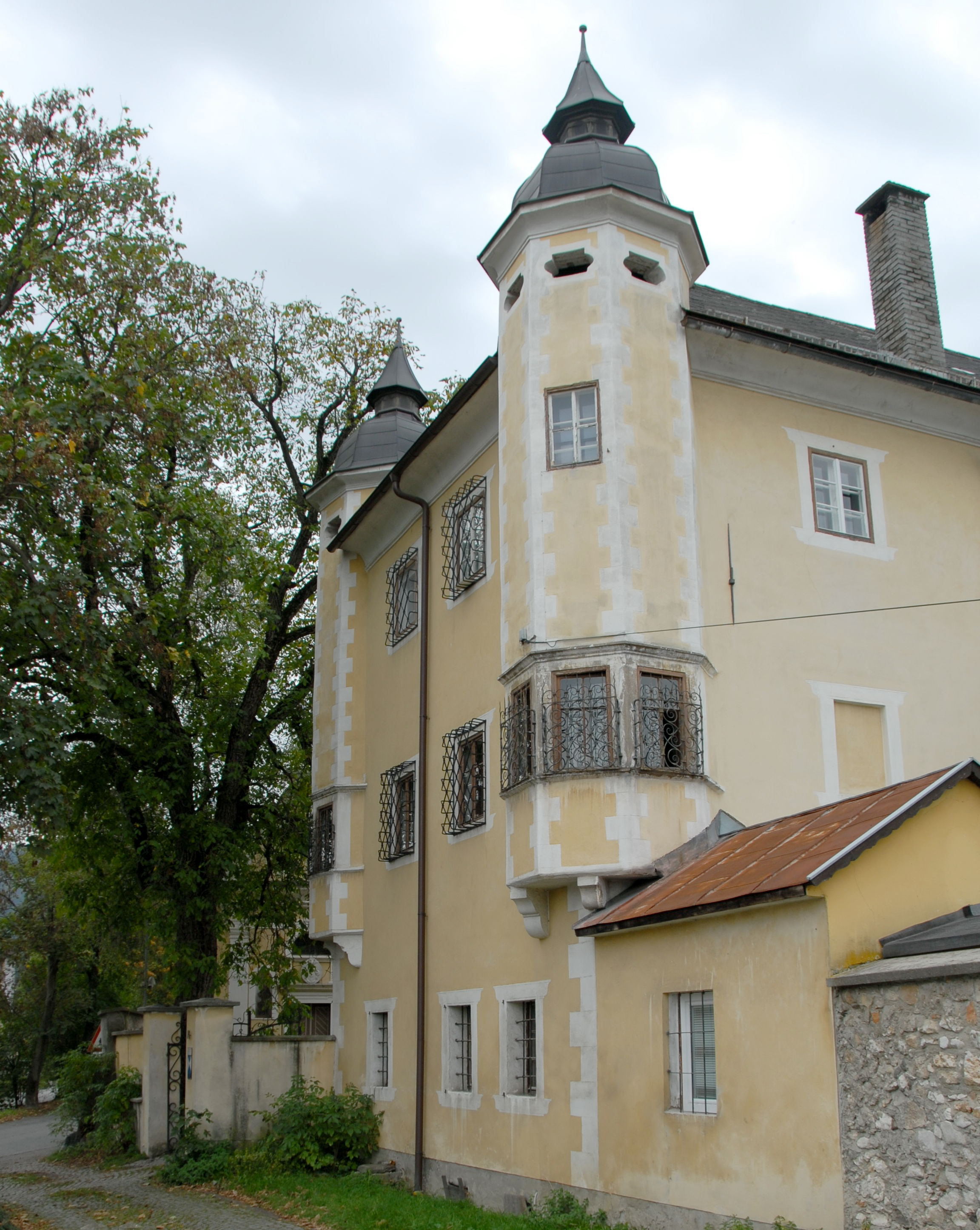

Schloss Werthenau, benannt nach dem Villacher Burgamtmann Michael Pfleger von Werthenau, liegt im Stadtteil Völkendorf in Villach. Es steht unter Denkmalschutz (Listeneintrag).
Der Edelmannsitz wurde wahrscheinlich 1625 erbaut und unter anderem in der Mitte des 18. Jahrhunderts umgebaut. Im Schloss, das seit dem 18. Jahrhundert im Besitz der Familie Millesi ist, sind heute Privatwohnungen untergebracht.

## Schlossbau
Der mittelgroße, dreigeschoßige, kubische Bau mit einer schmucklosen Fassade hat an der schmalen Südseite zwei Eckerkertürmchen mit Zwiebelkuppeln. Die Eingangshalle und die Erdgeschoßräume haben Kreuzgratgewölbe. Im ehemaligen Jägerzimmer im Obergeschoß sind Teile der ursprünglichen Ausstattung erhalten.

## Schlosskapelle
Die freistehende, kleine Schlosskapelle steht westlich der Wirtschaftsgebäude. Sie ist der unbefleckten Empfängnis geweiht und wurde entweder 1625 oder 1741 erbaut. Die Kapelle mit einem kleeblattförmigen Fassadengiebel, innen einer Flachdecke, hat einen eingezogenen Chor mit geradem Schluss. Über dem Eingang ist ein mit 1741 bezeichnetes Wappen angebracht. Links davon befindet sich die Grabplatte des Mathias Johan Edler von Millesi aus dem Jahre 1801.
Das Altarbild mit einer Darstellung der Immaculata wurde 1741 von Josef Ferdinand Fromiller gemalt.